# Gajdobra
Gajdobra (en serbe cyrillique : Гајдобра ; en hongrois Szépliget ; en allemand : Schönau) est une localité de Serbie située dans la province autonome de Voïvodine. Elle fait partie de la municipalité de Bačka Palanka dans le district de Bačka méridionale. Au recensement de 2011, elle comptait 2 578 habitants.
Gajdobra est officiellement classée parmi les villages de Serbie.

## Géographie

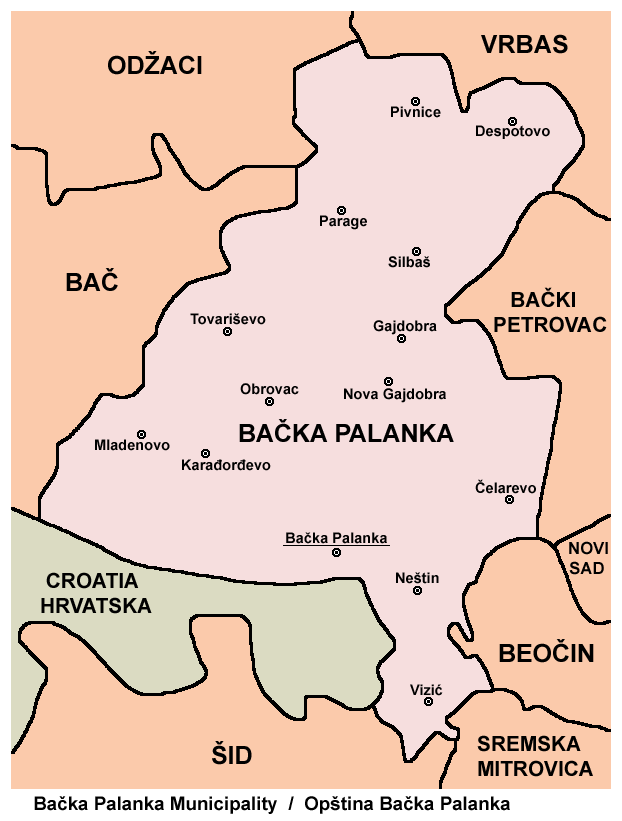
Localisation de Gajdobra dans la municipalité de Bačka Palanka

## Histoire
Selon les archéologues, la région de Gajdobra est habitée depuis le Néolithique. Au Moyen Âge, Gajdobra joua un rôle important en raison de la route qui la reliait à Bač. En 1464, une localité appelée Dobra est mentionnée à l'emplacement de l'actuel village ; ce nom d'origine slave signifie « la bonne (ville) ». Le même village est encore mentionné en 1554, en même temps qu'une localité du nom de Gajdobra ainsi que deux autres villages : Gornja Dobra et Donja Dobra. Tous ces villages étaient peuplés par des Serbes.
En 1763, des populations d'origine allemande s'installèrent à Gajdobra.

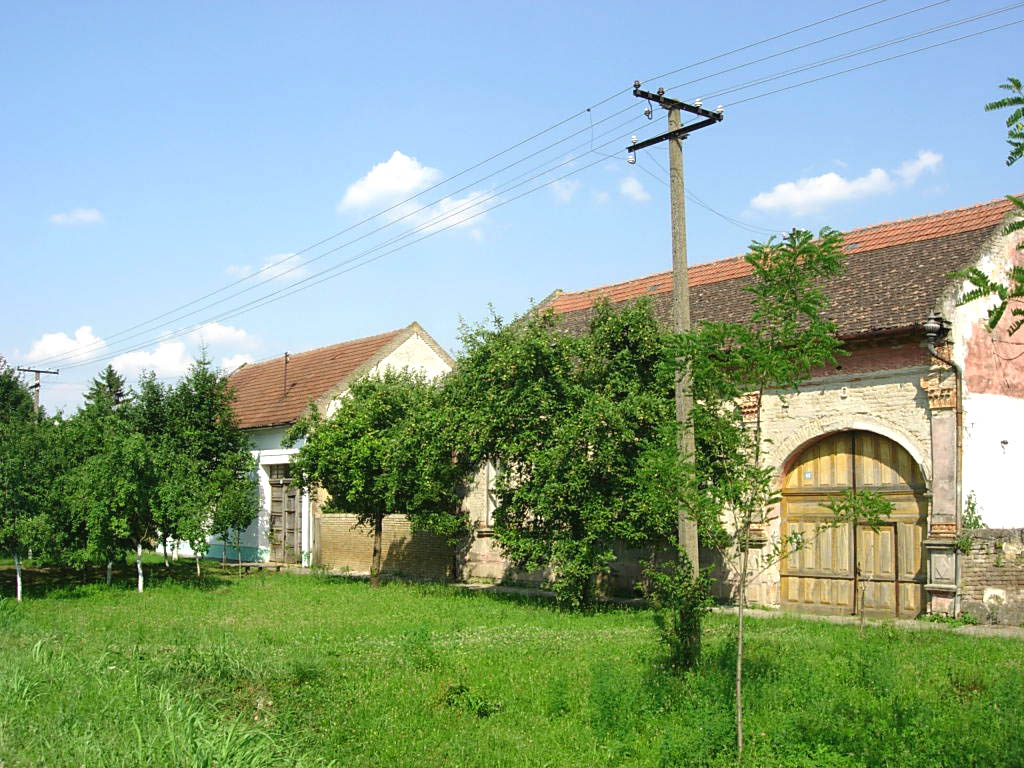
Maisons anciennes à Gajdobra

## Démographie

### Évolution historique de la population
| 1948  | 1953  | 1961  | 1971  | 1981  | 1991  | 2002  | 2011  |
| ----- | ----- | ----- | ----- | ----- | ----- | ----- | ----- |
| 3 627 | 3 764 | 4 056 | 3 657 | 3 272 | 3 171 | 2 968 | 2 578 |

|  |

### Données de 2002
Pyramide des âges (2002)
En 2002, l'âge moyen de la population était de 40,5 ans pour les hommes et de 44,2 ans pour les femmes.
Répartition de la population par nationalités (2002)
En 2002, les Serbes représentaient un peu plus de 94 % de la population.

### Données de 2011
En 2011, l'âge moyen de la population était de 45,1 ans, 43,1 ans pour les hommes et 47 ans pour les femmes.